# Wereldkampioenschap superbike van Silverstone 2012
Het wereldkampioenschap superbike van Silverstone 2012 was de tiende ronde van het wereldkampioenschap superbike en de negende ronde van het wereldkampioenschap Supersport 2012. De races werden verreden op 5 augustus 2012 op Silverstone nabij Silverstone, Verenigd Koninkrijk.

## Superbike

### Race 1
De race werd in de eerste ronde stilgelegd vanwege een ongeluk tussen David Johnson en Norino Brignola en de daaropvolgende regenval. Vervolgens werd de race herstart over de oorspronkelijke lengte van 18 ronden.
| Pos | Nr  | Rijder           | Constructeur | Rondes | Tijd              | Grid | Punten |
| --- | --- | ---------------- | ------------ | ------ | ----------------- | ---- | ------ |
| 1   | 76  | Loris Baz        | Kawasaki     | 18     | 40:46.128         | 9    | 25     |
| 2   | 84  | Michel Fabrizio  | BMW          | 18     | +0.383            | 15   | 20     |
| 3   | 86  | Ayrton Badovini  | BMW          | 18     | +0.459            | 18   | 16     |
| 4   | 65  | Jonathan Rea     | Honda        | 18     | +0.539            | 10   | 13     |
| 5   | 7   | Carlos Checa     | Ducati       | 18     | +1.012            | 7    | 11     |
| 6   | 91  | Leon Haslam      | BMW          | 18     | +2.619            | 4    | 10     |
| 7   | 33  | Marco Melandri   | BMW          | 18     | +6.123            | 6    | 9      |
| 8   | 66  | Tom Sykes        | Kawasaki     | 18     | +9.170            | 8    | 8      |
| 9   | 34  | Davide Giugliano | Ducati       | 18     | +19.022           | 5    | 7      |
| 10  | 58  | Eugene Laverty   | Aprilia      | 18     | +19.087           | 14   | 6      |
| 11  | 121 | Maxime Berger    | Ducati       | 18     | +29.840           | 13   | 5      |
| 12  | 87  | Lorenzo Zanetti  | Ducati       | 18     | +30.158           | 19   | 4      |
| 13  | 4   | Hiroshi Aoyama   | Honda        | 18     | +44.222           | 20   | 3      |
| 14  | 19  | Chaz Davies      | Aprilia      | 18     | +1:20.387         | 16   | 2      |
| 15  | 44  | David Salom      | Kawasaki     | 18     | +1:42.698         | 21   | 1      |
| 16  | 50  | Sylvain Guintoli | Ducati       | 17     | +1 ronde          | 3    |        |
| 17  | 96  | Jakub Smrž       | Ducati       | 17     | +1 ronde          | 1    |        |
| DNF | 3   | Max Biaggi       | Aprilia      | 17     | Ongeluk           | 11   |        |
| DNF | 2   | Leon Camier      | Suzuki       | 14     | Ongeluk           | 2    |        |
| DNF | 59  | Niccolò Canepa   | Ducati       | 14     | Uitgevallen       | 17   |        |
| DNF | 21  | John Hopkins     | Suzuki       | 10     | Uitgevallen       | 12   |        |
| DNS | 64  | Norino Brignola  | BMW          | 0      | Ongeluk in race 1 | 23   |        |
| DNS | 20  | David Johnson    | Kawasaki     | 0      | Ongeluk in race 1 | 22   |        |
| DNS | 68  | Brett McCormick  | Ducati       | 0      | Uitgevallen       |      |        |

### Race 2
De race, die gepland stond over een afstand van 18 ronden, werd na 10 ronden afgebroken vanwege zware regenval en werd niet herstart. De stand aan het einde van de achtste ronde vormden uiteindelijk de uitslag van de race. Omdat er minder dan twee derde van deze race was verreden, werden er slechts halve punten uitgereikt.
| Pos | Nr  | Rijder           | Constructeur | Rondes | Tijd         | Grid | Punten |
| --- | --- | ---------------- | ------------ | ------ | ------------ | ---- | ------ |
| 1   | 50  | Sylvain Guintoli | Ducati       | 8      | 19:42.051    | 3    | 12,5   |
| 2   | 76  | Loris Baz        | Kawasaki     | 8      | +0.881       | 9    | 10     |
| 3   | 96  | Jakub Smrž       | Ducati       | 8      | +1.671       | 1    | 8      |
| 4   | 58  | Eugene Laverty   | Aprilia      | 8      | +19.045      | 14   | 6,5    |
| 5   | 121 | Maxime Berger    | Ducati       | 8      | +22.116      | 13   | 5,5    |
| 6   | 7   | Carlos Checa     | Ducati       | 8      | +23.736      | 7    | 5      |
| 7   | 19  | Chaz Davies      | Aprilia      | 8      | +24.690      | 16   | 4,5    |
| 8   | 33  | Marco Melandri   | BMW          | 8      | +26.197      | 6    | 4      |
| 9   | 65  | Jonathan Rea     | Honda        | 8      | +26.861      | 10   | 3,5    |
| 10  | 21  | John Hopkins     | Suzuki       | 8      | +27.194      | 12   | 3      |
| 11  | 3   | Max Biaggi       | Aprilia      | 8      | +29.243      | 11   | 2,5    |
| 12  | 66  | Tom Sykes        | Kawasaki     | 8      | +30.328      | 8    | 2      |
| 13  | 84  | Michel Fabrizio  | BMW          | 8      | +32.746      | 15   | 1,5    |
| 14  | 4   | Hiroshi Aoyama   | Honda        | 8      | +34.905      | 20   | 1      |
| 15  | 59  | Niccolò Canepa   | Ducati       | 8      | +35.849      | 17   | 0,5    |
| 16  | 87  | Lorenzo Zanetti  | Ducati       | 8      | +40.091      | 19   |        |
| 17  | 91  | Leon Haslam      | BMW          | 8      | +58.530      | 4    |        |
| DNF | 86  | Ayrton Badovini  | BMW          | 7      | Ongeluk      | 18   |        |
| DNF | 34  | Davide Giugliano | Ducati       | 6      | Ongeluk      | 5    |        |
| DNF | 2   | Leon Camier      | Suzuki       | 4      | Uitgevallen  | 2    |        |
| DNF | 44  | David Salom      | Kawasaki     | 1      | Uitgevallen  | 21   |        |
| DNS | 20  | David Johnson    | Kawasaki     | 0      | Niet gestart | 22   |        |
| DNS | 64  | Norino Brignola  | BMW          | 0      | Niet gestart | 23   |        |
| DNS | 68  | Brett McCormick  | Ducati       | 0      | Uitgevallen  |      |        |

## Supersport
De race werd in de tweede ronde stilgelegd vanwege een ongeluk tussen Mathew Scholtz en Dan Linfoot. Later werd de race herstart over de oorspronkelijke lengte van 16 ronden.
| Pos | Nr  | Rijder            | Constructeur | Rondes | Tijd                | Grid | Punten |
| --- | --- | ----------------- | ------------ | ------ | ------------------- | ---- | ------ |
| 1   | 16  | Jules Cluzel      | Honda        | 16     | 34:48.860           | 1    | 25     |
| 2   | 11  | Sam Lowes         | Honda        | 16     | +0.157              | 2    | 20     |
| 3   | 23  | Broc Parkes       | Honda        | 16     | +0.591              | 18   | 16     |
| 4   | 34  | Ronan Quarmby     | Honda        | 16     | +2.068              | 7    | 13     |
| 5   | 54  | Kenan Sofuoğlu    | Kawasaki     | 16     | +5.067              | 10   | 11     |
| 6   | 99  | Fabien Foret      | Kawasaki     | 16     | +19.484             | 17   | 10     |
| 7   | 32  | Sheridan Morais   | Kawasaki     | 16     | +20.038             | 15   | 9      |
| 8   | 25  | Alex Baldolini    | Triumph      | 16     | +23.169             | 9    | 8      |
| 9   | 8   | Andrea Antonelli  | Yamaha       | 16     | +23.964             | 8    | 7      |
| 10  | 14  | Gábor Talmácsi    | Honda        | 16     | +27.061             | 14   | 6      |
| 11  | 20  | Mathew Scholtz    | Honda        | 16     | +28.992             | 4    | 5      |
| 12  | 22  | Roberto Tamburini | Honda        | 16     | +29.652             | 26   | 4      |
| 13  | 31  | Vittorio Iannuzzo | Triumph      | 16     | +30.077             | 24   | 3      |
| 14  | 98  | Romain Lanusse    | Kawasaki     | 16     | +30.311             | 13   | 2      |
| 15  | 35  | Raffaele De Rosa  | Honda        | 16     | +31.328             | 11   | 1      |
| 16  | 5   | Alexander Lundh   | Honda        | 16     | +31.442             | 3    |        |
| 17  | 10  | Imre Tóth         | Honda        | 16     | +37.636             | 5    |        |
| 18  | 65  | Vladimir Leonov   | Yamaha       | 16     | +38.733             | 6    |        |
| 19  | 93  | Florian Marino    | Kawasaki     | 16     | +41.414             | 25   |        |
| 20  | 13  | Dino Lombardi     | Yamaha       | 16     | +46.105             | 30   |        |
| 21  | 40  | Martin Jessopp    | Honda        | 16     | +48.442             | 16   |        |
| 22  | 61  | Fabio Menghi      | Yamaha       | 16     | +1:03.403           | 28   |        |
| 23  | 24  | Eduard Blokhin    | Yamaha       | 16     | +2:04.976           | 31   |        |
| DNF | 64  | Joshua Day        | Kawasaki     | 14     | Uitgevallen         | 20   |        |
| DNF | 87  | Luca Marconi      | Yamaha       | 13     | Uitgevallen         | 22   |        |
| DNF | 3   | Jed Metcher       | Yamaha       | 6      | Uitgevallen         | 23   |        |
| DNF | 4   | Dan Linfoot       | Kawasaki     | 4      | Uitgevallen         | 19   |        |
| DNF | 125 | Danilo Marrancone | Honda        | 4      | Uitgevallen         | 29   |        |
| DNF | 49  | Kenny Noyes       | Suzuki       | 0      | Uitgevallen         | 21   |        |
| DNF | 38  | Balázs Németh     | Honda        | 0      | Uitgevallen         | 12   |        |
| DNS | 53  | Valentin Debise   | Honda        | 0      | Niet gestart        | 27   |        |
| DNQ | 73  | Oleg Pozdneev     | Yamaha       | 0      | Niet gekwalificeerd |      |        |

## Tussenstanden na wedstrijd

### Superbike
| Pos | Nr | Rijder         | Team    | Punten |
| --- | -- | -------------- | ------- | ------ |
| 1   | 3  | Max Biaggi     | Aprilia | 274    |
| 2   | 33 | Marco Melandri | BMW     | 263,5  |
| 3   | 66 | Tom Sykes      | Ducati  | 222,5  |
| 4   | 7  | Carlos Checa   | Ducati  | 220,5  |
| 5   | 65 | Jonathan Rea   | Honda   | 203,5  |

### Supersport
| Pos | Nr | Rijder         | Team     | Punten |
| --- | -- | -------------- | -------- | ------ |
| 1   | 54 | Kenan Sofuoğlu | Kawasaki | 148    |
| 2   | 11 | Sam Lowes      | Honda    | 134    |
| 3   | 16 | Jules Cluzel   | Honda    | 120    |
| 4   | 99 | Fabien Foret   | Kawasaki | 118    |
| 5   | 23 | Broc Parkes    | Honda    | 98     |

2002 · 2003 · 2004 · 2005 · 2006 · 2007 · 2010 · 2011 · 2012 · 2013